# Массакуа, Ханс-Юрген
Ханс-Юрген Массакуа (нем. Hans-Jürgen Massaquoi; 19 января 1926, Гамбург, Веймарская республика — 19 января 2013, Джэксонвилл, Флорида, США) — немецко-американский журналист и писатель, немецко-либерийского происхождения. Будучи «неарийцем», сумел пережить времена нацистского режима в Гамбурге, описав свои детство и юность при Гитлере в романе «Негр, негр, трубочист!».

## Биография
Ханс-Юрген Массакуа родился в 1926 году в Гамбурге в семье немецкой медсестры Берты Бетц и учившегося в Дублине либерийца Аль-Хаджа Массакуа из народа ваи. Его дед по отцовской линии был Момолу Массакуа, генеральный консул Либерии в Гамбурге и первый дипломат из африканской страны в Германии. После жизни на вилле своего деда Массакуа переехал с матерью в рабочий район Гамбурга Бармбек. Свои детство и юность в Гамбурге он описал в автобиографическом романе «Негр, негр, трубочист!» (Neger, Neger, Schornsteinfeger!).
В эпоху национал-социализма ему приходилось встречаться со многими проявлениями дискриминации и предрассудков. В соответствии с нацистской идеологией, он был неарийцем и «расово неполноценным». С помощью своей матери и нескольких друзей, он сумел выжить в двенадцать лет правления Третьего рейха. Будучи немецким патриотом, пытался в своё время записаться в гитлерюгенд и вермахт, но ему было отказано.
После войны он жил в столице Либерии Монровии с 1948 г., сначала у своего отца Аль-Хаджа Массакуа, а затем у тёти Фатимы и своего сводного брата Морриса. Его либерийская семья была вовлечена в политические интриги, поэтому Массакуа покинул и эту страну. Позднее он стал гражданином США. Свою жизнь в США он описал в своей второй книге «Хансик пошел в одиночку гулять…» (Hänschen klein, ging allein), где он описывает среди прочего свою службу солдатом в армии Соединённых Штатов.
Ханс Массакуа после учёбы в университете был много лет редактором одного из крупнейших и наиболее авторитетных афроамериканских журналов Ebony. Он интервьюировал, среди прочих, Мартина Лютера Кинга, Малкольма Икс, Мохаммеда Али (с которым дружит), Джимми Картера, Вальтера Шеля и многих других известных современников.
Выйдя на пенсию, Массакуа проживал с женой во Флориде.
Массакуа часто принимал участие в литературных вечерах и ток-шоу в Германии и называл Германию своей родиной. С товарищем своей юности в Гамбурге, писателем Ральфом Джордано, он был в дружеских отношениях. В автобиографическом романе Джордано «Семья Бертини» он предстает в образе Микки.
В 2006 году по автобиографическому роману Массакуа в Германии был снят телевизионный фильм «Негр, негр, трубочист!».